# Quercus tomentosinervis
Quercus tomentosinervis är en bokväxtart som först beskrevs av Yung Chun Hsu och H.Wei Jen, och fick sitt nu gällande namn av Cheng Chiu Huang. Quercus tomentosinervis ingår i släktet ekar, och familjen bokväxter. Inga underarter finns listade i Catalogue of Life.